# Claus M. Morgenstern

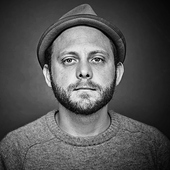
Claus M. Morgenstern (2019)

Claus Morgenstern (* Dezember 1985 in Siegen) ist ein deutscher Fotograf.

## Leben
Claus Morgenstern wurde 1985 in Siegen geboren und lebt seit Oktober 2016 in Berlin und Mannheim. Morgenstern studierte Fotodesign an der Privatschule für Foto-Design fds Christoph Eberbach GmbH und schloss sein Studium 2008 ab. Seit 2012 ist Claus Morgenstern professionelles Mitglied des BFF-Verbandes freier Fotografen und Filmgestalter.

## Tätigkeit
Claus Morgenstern hat seinen Sitz in Berlin und beschäftigt sich seit nun mehr zehn Jahren mit Porträt-, Unternehmens-, Dokumentar- und Werbefotografie. Obwohl er Gründer einer Studiogemeinschaft namens Werftstudio in Mannheim ist, arbeitet er meist on Lokation. Im Jahr 2015 trat er der Association of Photographers (AOP) in London bei. Einige seiner Bilder sind in limitierter Auflage erhältlich und wurden in Deutschland und anderen Ländern ausgestellt.
Sein natürlicher und grafischer Stil ist das Ergebnis kreativer Intuition und eines Verständnisses von Licht und Komposition. Er schafft eine ungezwungene Atmosphäre für außergewöhnliche, aber vor allem ehrliche Bilder. Inszenierte Porträts, aber auch sensibel fotografierte Geschichten findet man in seinem Portfolio. Da er mit einem Netzwerk von spezialisierten Partnern zusammenarbeitet, bietet Claus ein umfassendes Produktionsmanagement von einer zentralen Quelle aus an, die die höchste Qualität in Unterstützung und Organisation für alle Elemente eines Shootings einfordert. Er arbeitet für deutsche Magazine und Agenturen und fotografiert Unternehmenskommunikation für viele führende Unternehmen. Claus spricht sowohl Deutsch als auch Englisch und reist gerne für seine Kunden um die ganze Welt. Seit November 2017 trat er den Vorsitz der BFF-Region Baden-Württemberg bis zum Februar 2022 an.
Im Jahr  2024 ist er zum Vorstand des BFF und im Verwaltungsrat der VG Bild-Kunst aktiv. Sein Engagement für die Fotografenszene spiegelt seine Leidenschaft wider, die Standards der Branche zu fördern und den kreativen Austausch zu unterstützen.

## Auszeichnungen
- Aufgenommen (professional) in den BFF 2015
- Aufgenommen (junior) in den BFF 2012
- Aufgenommen in Association of Photographers (AOP) 2015

## Ausstellungen, Veröffentlichungen (Auswahl)

### Einzelausstellungen
- „Essteem & Skate Venice“ | GALLERY ERSTERERSTER | BERLIN 2021
- „WHITE SAND, MONKS, UNTITLED & Lantern“ | Schloss Wittgenstein | Bad Laasphe 2019
- „WHITE SAND“ & „UNTITLED“ | PROLAB Art After Work #13  | Stuttgart 2017
- „MONKS“ | Ten Gallery | Mannheim 2016
- Group Exhibition Sven Thorsten | I love Sushi | Stuttgart 2016
- „ALCATRAZ“ | Hotel Alcatraz | Kaiserslautern 2016 – now
- „ELECTED ICONS“ Wiesbadener Fototage | Kaiser&Cream | Wiesbaden 2015
- „COLLISION“ Lange Nacht der Museen | Kunstbezirk | Stuttgart 2015
- „LANTERN SERIES“ | Hafenpark | Mannheim 2013

### Gruppenausstellungen
- „RUNWAY - Beautiful Ebene“[2] | B ebene | Frankfurt am Main 2022
- „BFF small but pretty - Zeche Zollverein“ | Linhof | München 2021
- „BFF small but pretty - Zeche Zollverein“ | Werft 77 | Düsseldorf 2021
- „FRAGIL - ZUSTANDSBESCHREIBUNG EINER GESELLSCHAFT“ | Köln 2020
- „COLLISION“ | Trigger | POTENTIALe Festival | Feldkirch, AUT 2018
- „COLLISION“ | Trigger | Regierungspräsidium | Karlsruhe 2018
- „COLLISION“ | Trigger | MY Zeil | Frankfurt 2017
- „ESTEEM Polaroid 54“ | Glück | Spinnereirundgang | Leipzig 2017
- „LAURA KARASEK“ | Sichtweise | Haus der Wirtschaft | Stuttgart 2017
- „COLLISION“ | Trigger | Haus der Wirtschaft | Stuttgart 2017
- „MONKS“ | Photofestival[3] RAW  | Düsseldorf 2017
- „KASIM REED“ | Photokina | Köln 2016
- „HOMMAGE[4] FC GUNDLACH“ | Spinnereirundgang | Leipzig 2016
- „MONK“ | Unner de Brigg | Frankfurt 2016
- „ELECTED ICON“ | Wild Card | BFF Triebwerk Exhibition | Leipzig 2015
- „CLOUDS RESTAURANT“ | Doppelseite | Haus der Wirtschaft | Stuttgart 2015
- „ELECTED ICON“ | Wild Card | Haus der Wirtschaft | Stuttgart 2015
- „WHITE SAND“ | Best Of! BFF Junioren | Haus der Wirtschaft | Stuttgart 2015
- „ALCATRAZ“ | 16. Bilderabend der BFF Region Stuttgart | Manufaktur Ziegenbein | Stuttgart 2014
- „SKATE VENICE BEACH“ | 15. Bilderabend der BFF Region Stuttgart | Wagenhallen | Stuttgart 2013
- „LANTERN SERIES“ | Quo Vadis? 14. Bilderabend der BFF Region Stuttgart | Wilhelmspalais | Stuttgart 2012
- Group Exhibition formschau Designfest | Heidelberg 2012
- Group Exhibition | Jelängerjelieber – ein Raum für Kunst | Kaiserslautern 2011
- Group exhibition | Konsumat | Pforzheim 2008

### Vorträge
- BFF Förderpreis Mentoring 2019
- BFF Förderpreis Mentoring 2018
- HS Mannheim BFF Student Roadshow 2015
- HS Mannheim BFF Roadshow 2014

## Preise
- Corporate Vision Global Business Awards – Content Creation Specialist of the Year 2024 – Berlin · 2024
- Lürzers Archive Top 10 Last 3 years – Photographer – Germany · 2024
- PX3 le Prix de la Photographie Paris „HONDA E“ Bronze · 2023
- 200 Best AD Photographers Worldwide 2023/2024
- Spotlight Award Shortlist 2021
- Lürzers 200 Best Ad Photographers worldwide 2020/2021
- Lürzers 200 Best Ad Photographers worldwide 2018/2019
- One Eyeland Award „BETTER FREE“ Finalist · 2018[5]
- IPA Award „IM JETZT“ Honorable Mention · 2018
- IPA Award „Venice“ Honorable Mention · 2018
- One Eyeland Award „Im Jetzt“ Finalist · 2016
- IPA Award „Monks“ Honorable Mention · 2016[6]
- PX3 le Prix de la Photographie Paris „Elected Icons“ Honorable Mention · 2016
- One Eyeland Awards „Monks“ Finalist · 2015
- IPA Award „Monks“ Honorable Mention · 2015
- IPA Award „Southern Suburbs“ Honorable Mention · 2015
- IPA Award „White Sand“ Honorable Mention · 2015
- One Eyeland Awards „Elected Icons“ Finalist · 2014
- IPA Award „Elected Icons“ Honorable Mention · 2014